# キャップストーン (探査機)
キャップストーン（英語: Cislunar Autonomous Positioning System Technology Operations and Navigation Experiment, CAPSTONE）は月ゲートウェイで使用される予定の軌道の計算された安定性を試験・確認する月周回機。
小型の12Uのキューブサットで、ルナー・リコネサンス・オービターとの相対的な位置関係を地上局に頼らずに測定する航法システムも試験する。

## 概要
月軌道プラットフォームゲートウェイは月周回軌道上に置かれる、開発中の宇宙ステーションで、通信機能の拠点、科学実験室、宇宙飛行士の短期滞在用の居住棟などとして機能する。NASAのアルテミス計画で重要な役割を果たす予定となっている。
ゲートウェイは月長楕円極軌道 (NRHO) という軌道を使用する。コンピューターシミュレーションによると、NRHO軌道は地球-月間の重力の正確な平衡点を利用するため、軌道保持のための燃料消費が少なく済む、長期的に安定な軌道だと予想されている。
キャップストーンの主要な目的は、ゲートウェイのためにNRHO軌道の計算上の安定性を立証することである。キャップストーンはこの特殊な月周回軌道で運用される初の宇宙機となる予定である。この他に月探査機ルナー・リコネサンス・オービターとの相対的な位置関係を地上局に頼らずに測定するCislunar Autonomous Positioning System (CAPS)という航法システムも試験する。

## 宇宙機
周回機の規格は12Uのキューブサットとなっている。2019年9月に中小企業技術革新研究プログラム (SBIR) を通して民間企業Advanced Spaceと1,370万ドルの契約が結ばれた。Advanced Spaceがプロジェクトの全体管理とCAPS測位航法システムなど主要技術の一部を担当し、タイヴァック・ナノサテライト・システムズが宇宙機と推進システムを開発・製造する。

## 打ち上げ

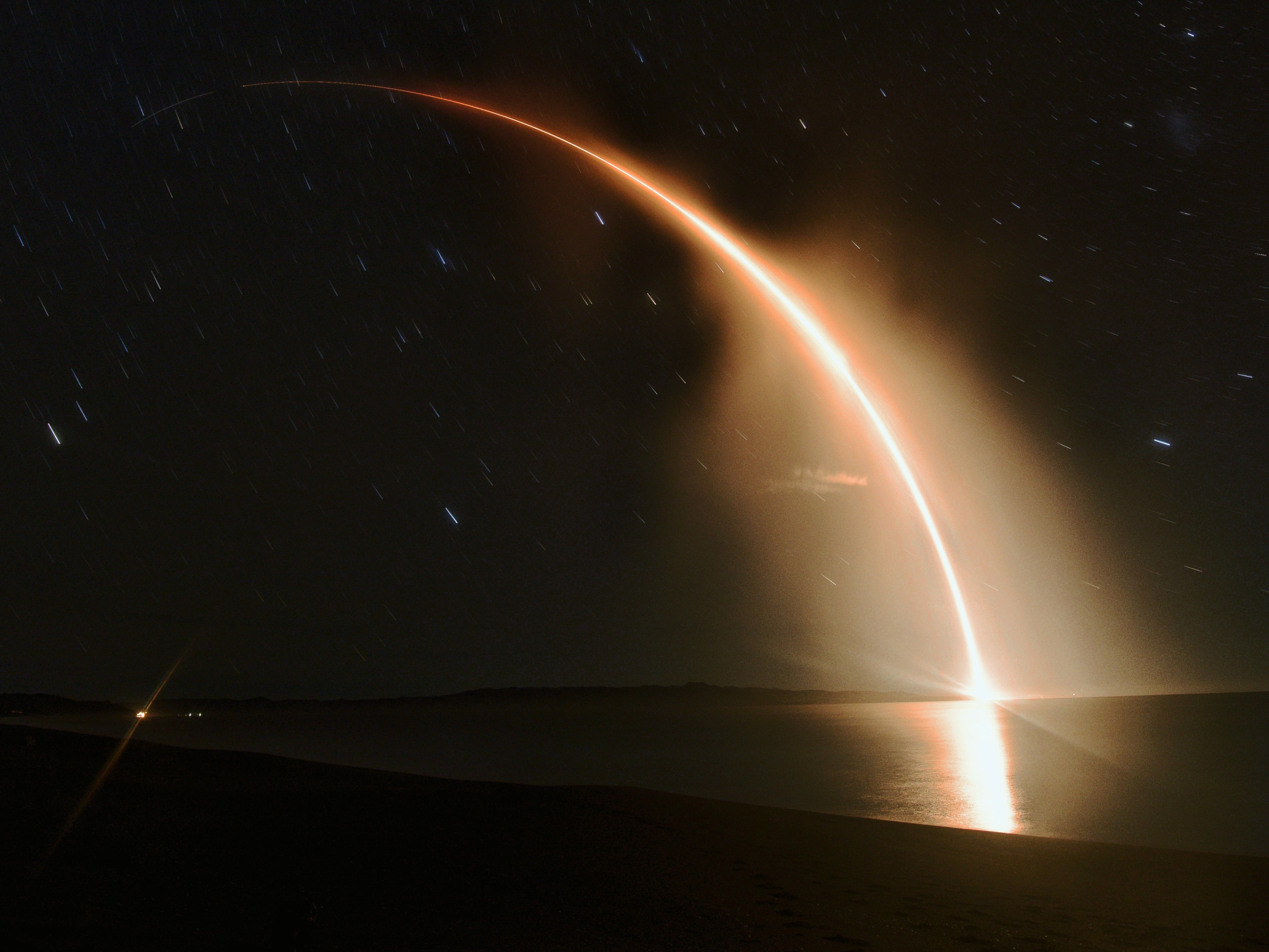
キャップストーンを搭載したエレクトロンロケットの打ち上げ

2020年2月、NASAはキャップストーンがロケット・ラボのエレクトロンロケットで打ち上がることを発表した。キャップストーンは打ち上げ後3ヶ月かけて月周回軌道に到達し、月周回軌道上では6ヶ月間実証とデータ取得を行う。
当初はヴァージニア州の中部大西洋地域宇宙基地に新設されるロケット・ラブの発射台から打ち上げる予定だったが、NASAによる自動打ち上げ中断システム (AFTS) の認証が遅れたため、ニュージーランドのマヒアからの打ち上げに変更された。
キャップストーンはエレクトロンによって地球周回軌道に投入された後、ロケット・ラブの衛星プラットフォーム「フォトン」によって月遷移軌道に移される。月遷移軌道でキャップトーンはフォトンから分離し、フォトンのみ月フライバイを行う。キャップストーンは搭載された推進システムを使って月周回軌道に入る。
キャップストーンは2022年6月28日にニュージーランドのオネヌイ射場から打ち上げられた。